# Langweiler Wald

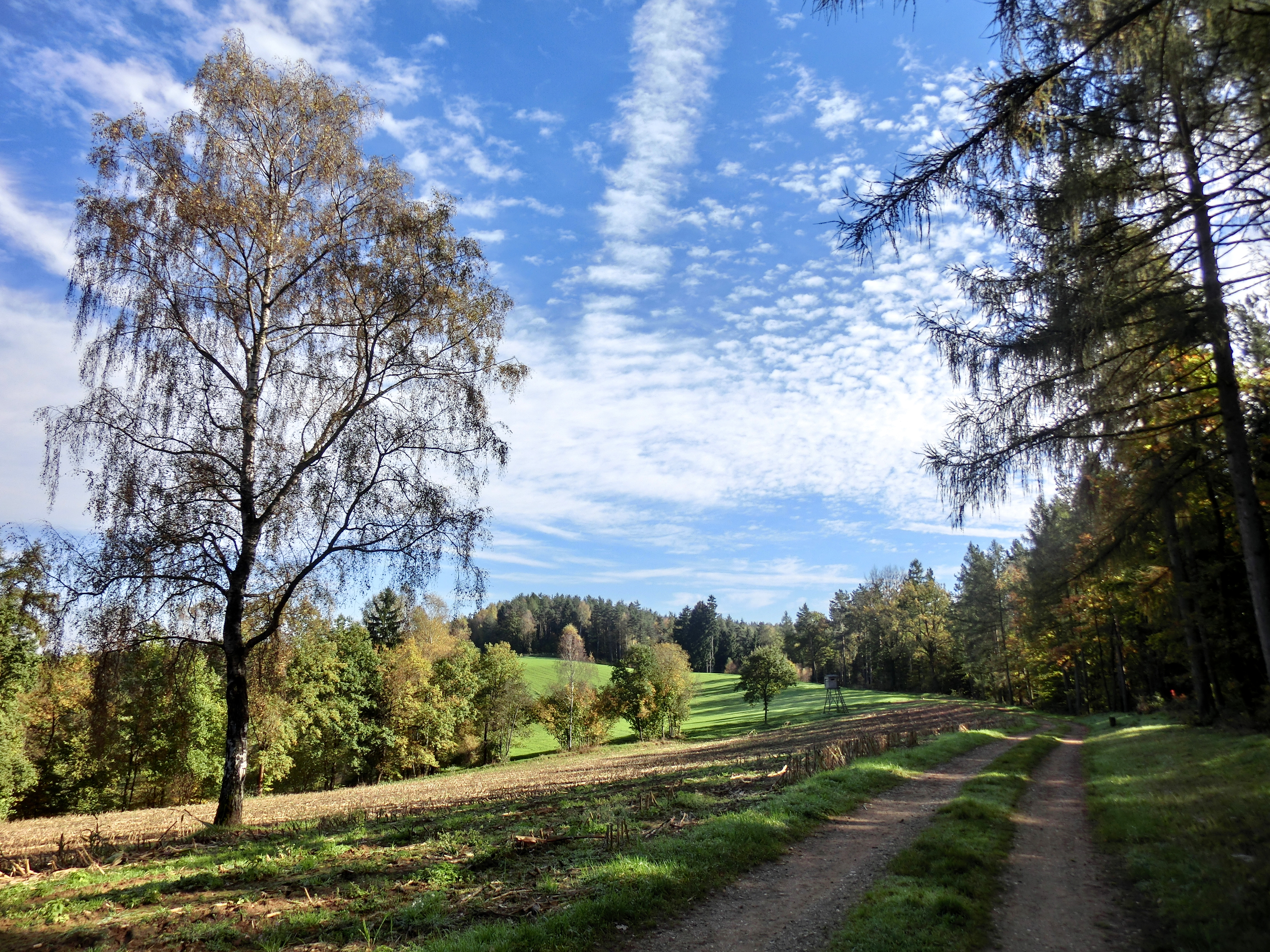
Der Langweiler Wald von Norden (Nähe Gollenbach)

Lage des ehemaligen gemeindefreien Gebiets Langweiler Wald im Landkreis Bayreuth

Landkreis Bayreuth ohne Langweiler Wald

Langweiler Wald ist eine Gemarkung und ein ehemaliges gemeindefreie Gebiet im oberfränkischen Landkreis Bayreuth. Der Name kommt vom Gemeindeteil Langweil der Gemeinde Ahorntal, der unmittelbar an der Grenze zu dem Gebiet liegt und dessen einziges Wohngebäude ein ehemaliges Forsthaus ist.
Der 452 Hektar große Staatsforst liegt zwischen Mistelgau, Glashütten, Glashüttener Forst, Ahorntal und Waischenfeld. Das Gebiet ist komplett bewaldet.
Die Gemarkung hat ebenfalls eine Fläche von 4,520 km². Sie ist in 51 Flurstücke aufgeteilt, die eine durchschnittliche Flurstücksfläche von 88620,45 m² haben. in ihr liegt der Gemeindeteil Schöchleinsmühle.
Am 1. März 2020 wurde das gemeindefreie Gebiet aufgelöst und unter den Gemeinden Ahorntal und Mistelgau sowie der Stadt Waischenfeld aufgeteilt.
| Aufnehmende Gemeinde | Gemarkungsteil | Anzahl Flurstücke | Fläche ha | Fläche Prozent | Lage      |
| -------------------- | -------------- | ----------------- | --------- | -------------- | --------- |
| Ahorntal             | 0              | 26                | 177,60    | 39,3           | Südosten  |
| Mistelgau            | 2              | 15                | 200,16    | 44,4           | Norden    |
| Waischenfeld         | 3              | 7                 | 74,38     | 16,5           | Südwesten |
| 3 Gemeinden          |                | 48                | 452,14    | 100,0          |           |

Drei Flurstücke sind gemeindeübergreifend.